# Бэйлен, Ник
Ник Бэ́йлен (англ. Nick Bailen; род. 12 декабря 1989, Фредония, Нью-Йорк) — американо-белорусский хоккеист. Известен своим мощным щелчком и точным кистевым броском с дальних дистанций.

## Биография и карьера
Ник Бэйлен родился в небольшом городке Фредония (англ.), штат Нью-Йорк, США, расположенного на берегу одного из Великих озёр — Эри.

«Мой отец пробовал себя во многих видах спорта — в американском футболе, легкой атлетике и гребле. Мама занималась балетом, старший брат — марафонец, а средний играл в хоккей в колледже так же, как и я. В нашей семье спорт — действительно семейная традиция.»— Ник Бэйлен.

### Хоккейная лига США и Университетская лига
Свою хоккейную карьеру Ник начал в Хоккейной лиге Соединённых Штатов (USHL), выступая за «Индиану Айс» на протяжении трех сезонов. При этом в предпоследнем сезоне Ник стал ассистентом капитана команды, а в последнем примерил капитанскую нашивку. Результативность защитника неуклонно возрастала: сезон 2005/06 — 8 очков (1+7), сезон 2006/07 — 13 очков (4+9), сезон 2007/08 — 23 очка (9+14). При этом «Индиана» трижды выходила в плей-офф.
Следующий сезон Бэйлен начал в Университетской лиге (NCAA) в составе «Bowling Green State University» и стал самым результативные защитником команды — 16 очков (6+10), «-11». Тем не менее, в 2009 году Ник возвращается в «Индиану», чтобы провести отличный чемпионат (58 матчей в регулярном первенстве, 41 очко (14+27), «-2»; девять поединков в плей-офф, 4 очка (0+4), «-6») и попасть на Матч всех звезд USHL.
Следующим этапом карьеры Бэйлена стало возвращение в Университетскую лигу, где он пополнил ряды команды Ренселлерского политехнического университета. Здесь Ник провел три сезона, играя неизменно результативно: 2010/11 — 36 очков (8+28), 2011/12 — 22 очка (7+15), 2012/13 — 31 очко (12+19). Сезон 2012/13 он завершал в АХЛ, в составе «Рочестер Американс». Здесь Бэйлен провел девять матчей регулярного первенства (0+3) и три матча плей-офф.

### «Таппара»
Новым клубом Ника Бэйлена стала «Таппара», выступающая в SM-лиге Финляндии. И первый европейский сезон американца получился просто великолепным: в 54 матчах регулярного чемпионата он набрал 32 очка (11+21) при показателе полезности «+8»; в плей-офф сыграл 17 матчей — 12 очков (4+8), «-3». «Таппара» вышла в финал, выиграв в итоге серебряные медали. А Бэйлен стал участником Матча всех звезд SM-лиги.

### «Динамо» (Минск)
13 мая 2014 года Ник подписал контракт с минским «Динамо» сроком на один год. 8 октября 2014 года Бэйлен подписал новый односторонний контракт с минчанами, рассчитанный на три года (до 30.04.2018).
Уже первый «динамовский» сезон сделал Ника кумиром минских болельщиков. Он не только стал самым результативным защитником «зубров» (65 матчей, 12+28), но и самым «играющим» полевым хоккеистом КХЛ в сезоне (26:29 мин. за матч).

«Мне где-то повезло: оказался в отличной команде с прекрасными партнерами. Они здорово помогли добиться личного успеха. Легко набирать ассистентские баллы, когда рядом Чичу, Лингле, Эллисон, у которых по 18-20 голов за сезон, а то и больше. Стараешься отдавать им шайбу как можно чаще — а уж парни свое бомбардирское дело знают.»— Ник Бэйлен.
Был выбран голосованием болельщиков в стартовую пятёрку команды Запада на Матч Звезд КХЛ-2015, где также участвовал в конкурсе «змейка».
Ник — не только ведущий игрок «зубров», но и один из настоящих символов команды. Дополнительно его популярность «подогревал» тот факт, что защитник был не женат.

Конечно, в Беларуси есть красивые девушки, но, так как я не знаю русского и постоянно езжу по разным странам, то просто не успеваю ни с кем общаться. Точнее, я контактирую с девушками, но это несерьезно. У меня слишком мало времени.
— Ник Бэйлен.
1 декабря 2014 года хоккеист получил гражданство Республики Беларусь, что дало ему право выступить за национальную сборную страны уже на Чемпионате мира 2016 года в России. Однако из-за травмы, полученной Ником в сезоне КХЛ 2015/16, за сборную впервые он выступил только в сентябре 2016 года в рамках квалификации турнира зимних Олимпийских игр 2018 года, где отметился одним голом и двумя результативными передачами.
Бэйлен является самым результативным защитником «Динамо»: за 60 игр он набрал 37 очков (11+26) при показателе полезности «+8». Именно благодаря полезным действиям Ника в обороне и атаке Динамо впервые за три года вышло в плей-офф. И там Ник тоже стал самым результативным защитником команды, но в итоге «Динамо» проиграло в четвертьфинале «Йокериту» с общим счётом 1-4.
19 декабря 2016 года контракт с Ником Бэйленом был расторгнут по соглашению сторон. В составе минского «Динамо» Бэйлен провел 118 матчей, в которых набрал 80 (22+58) очков.

### ХК «Векшё Лейкерс»
21 декабря 2016 года спортсмен заключил контракт со шведским клубом «Векшё Лейкерс» сроком до сезона 2017/18 включительно.

«Взволнован возможностью отправиться в „Векше“. И спасибо минскому „Динамо“ за последние 3 года»— Ник Бэйлен

### «Трактор»
Вернулся в КХЛ в следующем сезоне 2017/18. После просмотра он заключил контракт с российским клубом «Трактор» из Челябинска.Бэйлен, как и в «Динамо», в «Тракторе» был одним из самых результативных игроков. В регулярном чемпионате сезона 21/22 был первым среди бомбардиров-защитников и ассистентов-защитников.
28 июля 2022 контракт с клубом был расторгнут по обоюдному согласию.